# 共产主义纲领 (挪威)
共产主义纲领（挪威語：Kommunistisk plattform，缩写为KP）是挪威的一个共产主义组织。2007年，工人共产党并入新成立的“更广泛的”红党之后，认为红党并不是真正意义上的列宁主义共产党的工人共产党的一些前成员和原工人共产党的学生翼挪威共产主义学生联盟联合霍查主义组织马列—革命团体组建共产主义纲领。2008年2月，该组织召开第一次年度大会，选举产生领导机构。